# 朝鮮半島大運河

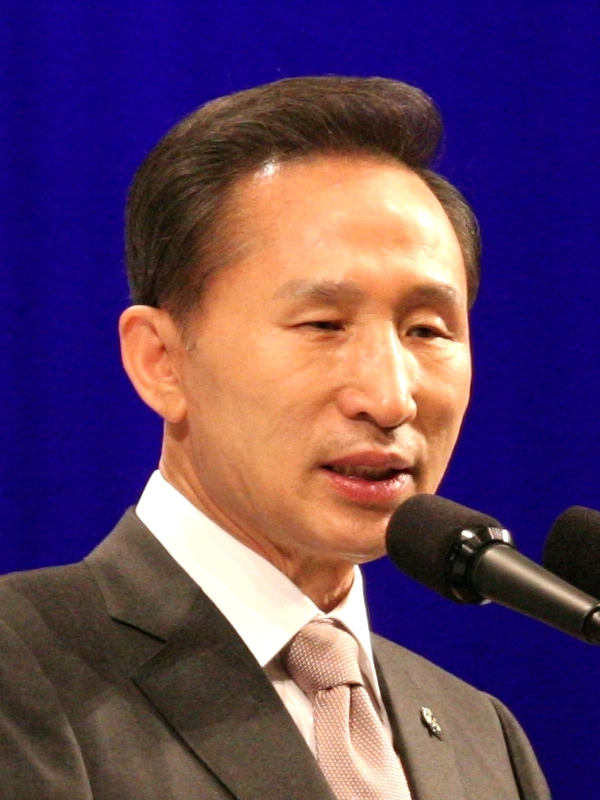
李明博

朝鮮半島大運河（ちょうせんはんとうだいうんが）とは、大韓民国（韓国）政府が検討していた大規模な運河建設構想のことである。最終的には、韓国と北朝鮮を結び、船で行き来できるようにする。韓国においては、主に韓半島大運河（韓国語：한반도 대운하（ハンバンド テウンハ/かんはんとうだいうんが））と呼ばれている。
2007年の韓国大統領選挙において、議員時代からこの構想を持っていた李明博が公約のひとつとして表明。李明博が大統領選挙に勝利し検討が行われたものの、国民の反対が大きく、また技術的に建設が困難な事などから、2008年6月に計画は事実上白紙撤回された。

## 概要
計画は朝鮮半島を南北に貫くという朝鮮史上でも例を見ない一大事業である。最終的には、韓国と北朝鮮を貫く17本、全長3100キロの運河をつくる計画である。
李明博はその手始めとして主にソウルなど首都圏を流れる漢江と釜山に注ぐ洛東江を結ぶ京釜運河（韓国語：경부 운하（キョンブ ウンハ/けいふうんが）を優先的に建設する計画を立てている。
これは、韓国がこれまで経験した事のない大規模な土木工事計画である。大宇建設・三星物産・GS建設・現代建設・大林産業といった、施工能力評価順位の上位5位を占める韓国の一流企業が関心を示している。
中央日報が2007年12月に行った世論調査によると、賛成という回答が42.3%、反対は38%で、賛成の方が若干多かった。

## 目的
韓国政府の説明によれば、運河建設の目的は、物流費用を抑え、内陸経済を活性化することにある。また、内陸都市が港湾都市に変わり、レジャー、観光をはじめとした関連産業の発達で70万人分の雇用創出が見込める上、川底に堆積したヘドロや汚染物質を除去することで水質が改善されるなど、環境保護にも効果が大きいとしている。

## 問題点
朝鮮半島大運河には反対意見が多く出されている。特に、京釜運河の建設だけで15兆-16兆ウォン（約1兆7560億-1兆8730億円）とも言われる莫大な建設費の財源と、費用対効果の問題である。
2007年6月4日の韓国水資源公社、国土研究院、韓国建設技術研究院が行なった調査の結果も「収益性がない」としており、この構想自体に疑問を投げかけている。
最大の目的である物流においても、ソウルから釜山まで19個の閘門を通過しなければならない京釜運河が輸送路としてまともに機能するかどうか、妥当性が疑問視されている。さらに、生態環境破壊の危険性とともに、国民の3分の2が飲料水や生活用水を依存している漢江と洛東江の上水源の汚染に対する懸念も伴う。
また、2008年1月5日には、京釜運河の予定地だけで、170カ所余の文化遺跡が点在している事が判明している。その中には韓国の国宝まで含まれている。

## 計画の白紙化
2008年6月19日、李明博は特別記者会見で「国民が反対すれば大運河事業を推進しない」と事実上の撤回を表明し、国土海洋部も大運河事業準備団の解体を決定した。
李明博は、2009年6月29日、「韓半島大運河事業を任期内には進めない」と宣言し、「国民が反対すれば、しない」という「条件付き放棄」から「完全な放棄」へと、さらに一歩踏み込んだ発言を行った。

## 大運河撤回後・4大河川整備事業

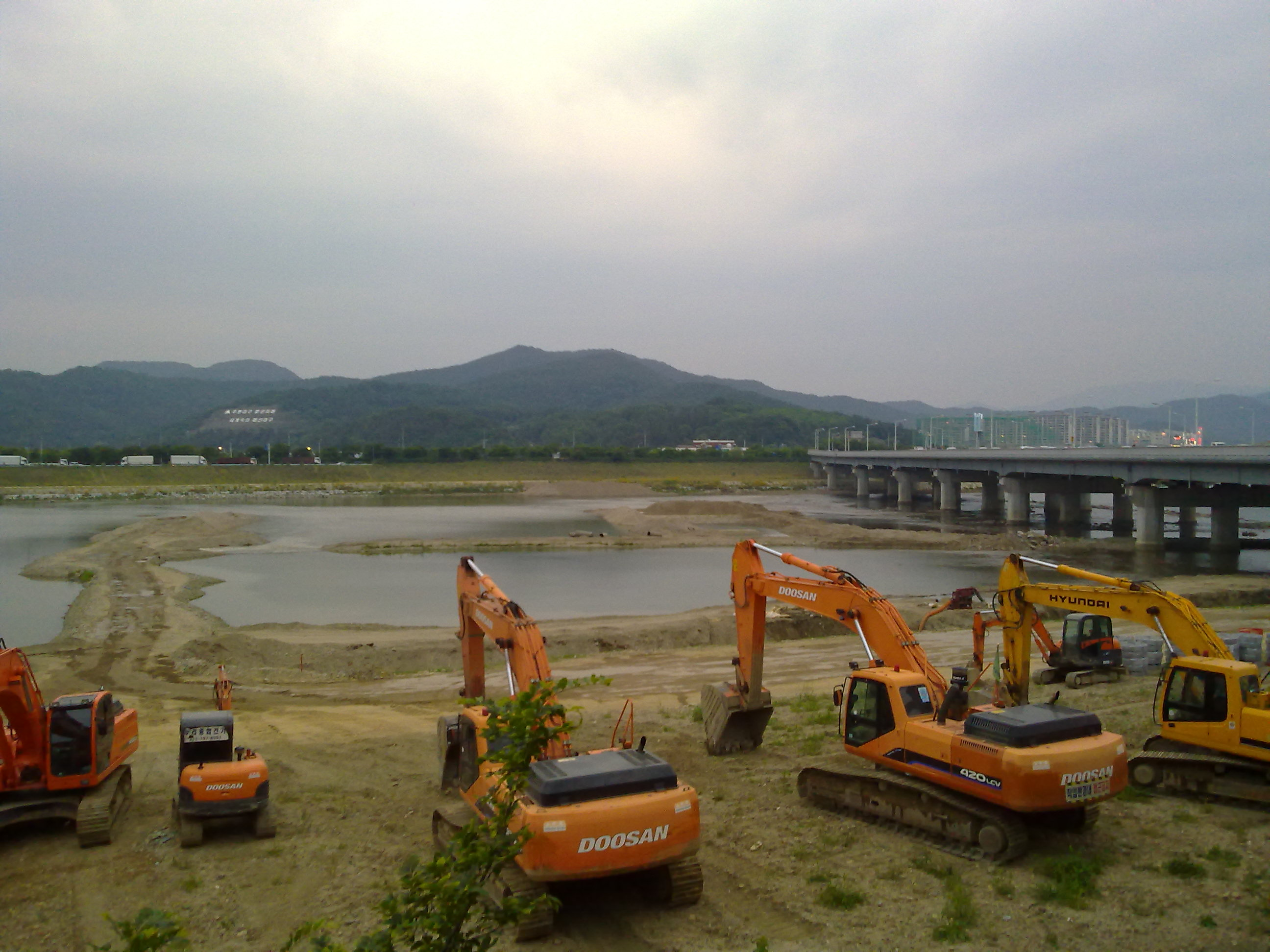
4大河川整備事業の工事風景。琴湖江支流

大運河撤回の代わりに、李明博政権は「グリーン・ニューディール政策」を名目に、「4大河川整備事業」（4大河川再生事業）を2008年から2012年にかけて実施した。
これは漢江、洛東江、錦江、栄山江の4大河川を浚渫して、環境に配慮した堰を多数建設し、河川の貯水量増大と生態系復元を図るほか、老朽堤防の補修、ダム建設、河川沿いの自転車道整備などの付随事業も行い、観光や文化の振興も行うことを名分としていた。
2008年12月29日に洛東江地区の着工式を皮切りに、2012年4月22日まで22兆ウォンの予算を投入して推進されたが、野党、環境保護団体、宗教団体、メディア、国民の間からは、環境破壊や水質汚染が著しい、防災効果がなく雇用対策としても効果がない、政府の他の事業予算を圧迫する上に拙速な事業だという批判が多く挙がっていた。李明博大統領の任期後の2013年の監査院調査結果では、実際には大運河構想の再推進を念頭に置いて行われた事業だということが明らかになっている。
この事業の負債の元金は8兆ウォン（約8073億円）に上る。これの30%を韓国政府が、70%を水資源公社が返済する。この返済を実現するため、韓国政府は2016年から2031年までの16年間、毎年3400億ウォン（約343億1000万円）ほどを水資源公社に支援する事になっているが、これに韓国の野党と環境運動連合は強く反対している。